# Йову, Юрий
Юрий Йову (рум. Iurie Iovu; род. 6 июля 2002, Кишинёв) — молдавский футболист, защитник клуба «Данди Юнайтед» и сборной Молдовы.

## Биография
Юрий Йову родился 6 июля 2002 года.
Начал заниматься футболом в кишинёвской СДЮШОР «Зимбру». 17 августа 2018 года перебрался в итальянский «Кальяри».
Выступал за юношеские команды «Кальяри» в чемпионате Италии среди футболистов до 17 и 19 лет. Здесь на Йову рассчитывают не только как на защитника, но и как на игрока, подключающегося к розыгрышам стандартов.
За главную команду по состоянию на ноябрь 2021 года не играл.
Выступал за юношескую и молодёжную сборные Молдавии. В ноябре 2021 года впервые был вызван в главную сборную страны. 15 ноября 2021 года в Клагенфурте-ам-Вёртерзе дебютировал в составе сборной Молдавии, выйдя на замену на 88-й минуте матча отборочного турнира чемпионата мира 2022 года против сборной Австрии (1:4).

## Статистика

### Матчи за сборную Молдавии по футболу
| № | Дата           | Соперник | Счёт    | Мячи | Соревнование                           |
| 1 | 15 ноября 2021 | Австрия  | 1:4 (г) | —    | Чемпионат мира 2022. Отборочный турнир |